# Шокалски (проток)
Протока Шока̀лски (на руски: Шокальского пролив) е проток в архипелага Северна Земя между островите Болшевик (на изток-югоизток) и Октомврийска Революция на запад-северозапад, като свързва море Лаптеви на изток с Карско море на запад. Дължина около 110 km, ширина 20 – 50 km, дълбочина 200 – 250 m. Бреговете му са стръмни, покрити с ледници, от които се отделят айсберги. Почти през цялата година е заледен. Административно е на територията на Красноярски край в Русия.
Протокът е открит през 1930 г. от руския изследовател на Арктика Георгий Ушаков, ръководител на експедицята през 1930-32 г. изследвала архипелага Северна Земя и е наименуван в чест на видния руски океанограф, географ и картограф Юлий Михайлович Шокалски.